# Минье, Себастьен
Себастьен Бернард Минье (фр. Sébastien Bernard Migné; родился 30 ноября 1972 года, Ла-Рош-сюр-Йон, Франция) — французский футболист и тренер. Главный тренер сборной Гаити.

## Карьера
До 2017 года был ассистентом главного тренера сначала у Жана-Пьера Папена, потом у Клода Ле Руа.
В 2013 году Минье был тренером сборной ДР Конго до 20 лет, принимая участие в кубке африканских наций до 20 лет.
Себастьен Минье был назначен тренером сборной Конго в марте 2017 года, через год покинув этот пост.
3 мая 2018 года Минье был назначен новым тренером сборной Кении. При Минье сборная Кении впервые в истории была номинирована на премию CAF «Мужская сборная года» в 2018 году. В 2019 году вместе со сборной поехал на Кубок африканских наций 2019. Он ушёл из сборной в августе 2019 года.
7 ноября 2019 года он стал главным тренером сборной Экваториальной Гвинеи.
Он был уволен из южноафриканского «Марумо Галлантс» незадолго до игры второго раунда Кубка Конфедераций КАФ 2021/22 против «Виты» после того, как команда не выиграла ни одного из пяти первых матчей лиги, забив всего один гол, и после того, как он оскорбительно высказался в адрес технического директора.
28 февраля 2022 года он был назначен помощником тренера сборной Камеруна.
8 марта 2024 года возглавил сборную Гаити.